# Coupe de Tunisie de football 1974-1975
Navigation
Coupe de Tunisie 1973-1974 Coupe de Tunisie 1975-1976
La Coupe de Tunisie de football 1974-1975 est la 20e édition de la coupe de Tunisie depuis 1956, et la 45e en considérant les éditions jouées avant l'indépendance. Elle est organisée par la Fédération tunisienne de football (FTF).
L'Étoile sportive du Sahel réussit à conserver son titre malgré la résistance de son adversaire, El Makarem de Mahdia, qui a raté la victoire au cours de la première édition de la finale avant de s'écrouler au cours de la seconde.

## Résultats

### Troisième tour éliminatoire
- Jeunesse sportive d'El Omrane - Club sportif hilalien : 1 - 0
- Avenir sportif de Kasserine - Club sportif de Korba : 3 - 0
- Olympique du Kef - Stade soussien : 2 - 1
- Union sportive tunisienne - Jeunesse sportive kairouanaise : 1 - 1 (4 - 3, t. a. b.)
- Union sportive monastirienne bat Dahmani Athlétique Club
- Stade sportif sfaxien - El Ahly Mateur : 0 - 0 (6 - 5, t. a. b.)
- Stade gabésien - Association sportive de l'Ariana : 1 - 1 (1 - 0, t. a. b.)
- Association sportive de Djerba bat Stade nabeulien
- Étoile sportive de Métlaoui - Océano Club de Kerkennah : 2 - 1
- Kalâa Sport - El Gawafel sportives de Gafsa-Ksar : 3 - 2
- Espoir sportif de Hammam Sousse - Croissant sportif de M'saken : 1 - 0
- Olympique de Béja - La Palme sportive de Tozeur : Forfait
- Football Club de Jérissa - Club medjezien : 4 - 1
- Sporting Club de Ben Arous - Club sportif de Jebiniana : 3 - 2
- Grombalia Sports - Jeunesse sportive de Tébourba : 2 - 2 (3 - 1, t. a. b.)
- Jendouba Sports - STIA Sousse : 2 - 1
- Association Mégrine Sport

### Seizièmes de finale
Trente équipes participent à ce tour, les 17 qualifiés du tour précédent et treize clubs de la division nationale.
| Équipe 1                           | Équipe 2                        | Score 90'                                        | Score 120' | Tirs au but |
| ---------------------------------- | ------------------------------- | ------------------------------------------------ | ---------- | ----------- |
| Avenir sportif de La Marsa         | Club africain                   | 0 - 0                                            | 0 - 1      |             |
| Association sportive de Djerba     | Sfax railway sport              | 1 - 1                                            | 1 - 1      | 2 - 1       |
| Espérance sportive de Tunis        | Sporting Club de Ben Arous      | 1 - 0                                            |            |             |
| Union sportive monastirienne       | Club athlétique bizertin        | 0 - 0                                            | 1 - 1      | 4 - 2       |
| Stade africain de Menzel Bourguiba | Étoile sportive de Métlaoui     | 0 - 1                                            |            |             |
| Grombalia Sports                   | El Makarem de Mahdia            | 0 - 1                                            |            |             |
| Club sportif sfaxien               | Club olympique des transports   | 1 - 1                                            | 1 - 1      | 1 - 3       |
| Étoile sportive du Sahel           | -                               | Qualifié d'office en tant que détenteur du titre |            |             |
| Kalâa Sport                        | Stade tunisien                  | 1 - 2                                            |            |             |
| Association Mégrine Sport          | Football Club de Jérissa        | 1 - 0                                            |            |             |
| Stade gabésien                     | Olympique du Kef                | 2 - 2                                            | 2 - 2      | 2 - 3       |
| Patriote de Sousse                 | Olympique de Béja               | 1 - 0                                            |            |             |
| Jendouba Sports                    | Stade sportif sfaxien           | 1 - 0                                            |            |             |
| Club sportif des cheminots         | Espoir sportif de Hammam Sousse | 2 - 1                                            |            |             |
| Union sportive tunisienne          | Club sportif de Hammam Lif      | 1 - 2                                            |            |             |
| Jeunesse sportive d'El Omrane      | Avenir sportif de Kasserine     | 1 - 3                                            |            |             |

### Huitièmes de finale
| Date       | Équipe 1                      | Équipe 2                       | Score 90' |
| ---------- | ----------------------------- | ------------------------------ | --------- |
| 19 janvier | Étoile sportive du Sahel      | Espérance sportive de Tunis    | 2 - 0     |
| 19 janvier | Avenir sportif de Kasserine   | Patriote de Sousse             | 2 - 2     |
| 24 janvier | Patriote de Sousse            | Avenir sportif de Kasserine    | 2 - 1     |
| 19 janvier | Club sportif de Hammam Lif    | Club sportif des cheminots     | 1 - 1     |
| 24 janvier | Club sportif des cheminots    | Club sportif de Hammam Lif     | 1 - 2     |
| 19 janvier | Club olympique des transports | Jendouba Sports                | 2 - 1     |
| 19 janvier | Stade tunisien                | Association sportive de Djerba | 3 - 2     |
| 19 janvier | Olympique du Kef              | El Makarem de Mahdia           | 1 - 1     |
| 24 janvier | El Makarem de Mahdia          | Olympique du Kef               | Forfait   |
| 19 janvier | Union sportive monastirienne  | Association Mégrine Sport      | 0 - 0     |
| 24 janvier | Association Mégrine Sport     | Union sportive monastirienne   | 1 - 0     |
| 19 janvier | Étoile sportive de Métlaoui   | Club africain                  | 0 - 2     |

### Quarts de finale
| Date       | Équipe 1                      | Équipe 2                      | Score 90' |
| ---------- | ----------------------------- | ----------------------------- | --------- |
| 16 février | Étoile sportive du Sahel      | Patriote de Sousse            | 0 - 0     |
| 23 février | Patriote de Sousse            | Étoile sportive du Sahel      | 0 - 1     |
| 16 février | Club sportif de Hammam Lif    | Club africain                 | 1 - 0     |
| 23 février | Club africain                 | Club sportif de Hammam Lif    | 5 - 0     |
| 16 février | Association Mégrine Sport     | Club olympique des transports | 1 - 3     |
| 23 février | Club olympique des transports | Association Mégrine Sport     | 2 - 0     |
| 16 février | Stade tunisien                | El Makarem de Mahdia          | 0 - 4     |
| 23 février | El Makarem de Mahdia          | Stade tunisien                | 1 - 2     |

### Demi-finales
| Équipe 1 | Équipe 1                      | Équipe 2                      | Score 90' |
| -------- | ----------------------------- | ----------------------------- | --------- |
| 26 mai   | Club africain                 | Étoile sportive du Sahel      | 1 - 1     |
| 31 mai   | Étoile sportive du Sahel      | Club africain                 | 1 - 0     |
| 26 mai   | Club olympique des transports | El Makarem de Mahdia          | 1 - 3     |
| 31 mai   | El Makarem de Mahdia          | Club olympique des transports | 1 - 1     |

### Finale
| Date         | Équipe 1                 | Équipe 2             | Score 90' |
| ------------ | ------------------------ | -------------------- | --------- |
| 8 juin 1975  | Étoile sportive du Sahel | El Makarem de Mahdia | 1 - 1     |
| 28 juin 1975 | Étoile sportive du Sahel | El Makarem de Mahdia | 3 - 0     |

Les buts de la première édition de la finale sont marqués par Raouf Ben Aziza pour l'Étoile sportive du Sahel et Amor Amara pour El Makarem de Mahdia. Ceux de la deuxième édition sont marqués par Amri Melki (deux buts) et Mustapha Dhaouadi. Le premier match est arbitré par Ali Dridi, secondé par Ali Ben Naceur et Taoufik Ghayaza alors que, pour le second, il est fait appel à l'arbitre belge Vital Loraux, assisté de Taoufik Ghayaza et Abderrazak Bessaoudia.
- Formation de l'Étoile sportive du Sahel (entraîneur : Abdelmajid Chetali) :
  - Premier match : Moncef Tabka, Ridha Ayeche, Amri Melki, Habib Mâaref, Ismail Laâyouni, Slah Karoui (puis Mustapha Dhaouadi), Samir Bakaou, Othman Jenayah, Abdesselam Adhouma (puis Fethi Gafsi), Hamed Kammoun et Raouf Ben Aziza
  - Second match : Anouar Cherif et Mustapha Dhaouadi prennent les places de Karoui et Adhouma qui remplacent en cours de jeu Baccaou et Kamoun
- Formation d'El Makarem de Mahdia (entraîneur : Ozren Nedoklan) : Jabeur Khedher, Abdelhamid Tarchoun, Frej Chaka, Ali Baklouti, Habib Hammouda, Hédi Ayed, Mokhtar Hasni, Fadhel Ben Dhiaf (puis Habib Ayed), Amor Amara, Habib Sfar et Amor Gara (puis Habib Machfar)

Pour le second match, Youssef Dalal, Habib Machfar et Habib Ayed Ayed remplacent Khedher, Ben Dhiaf et Gara ; ce dernier entre en cours de jeu à la place de Habib Ayed.

## Meilleurs buteurs
Amor Amara (EMM) et Hassen Bayou (CA), avec cinq buts chacun, sont les meilleurs buteurs devant Raouf Ben Aziza (ESS) avec quatre buts.  